# Seznam medailistů na mistrovství světa v běhu na 400 m překážek
Běh na 400 metrů překážek patří do programu mistrovství světa od prvního ročníku v roce 1983. Výkonnost vítězů zůstává přibližně na stejné úrovni.
.

## Rekordmani mistrovství světa v atletice

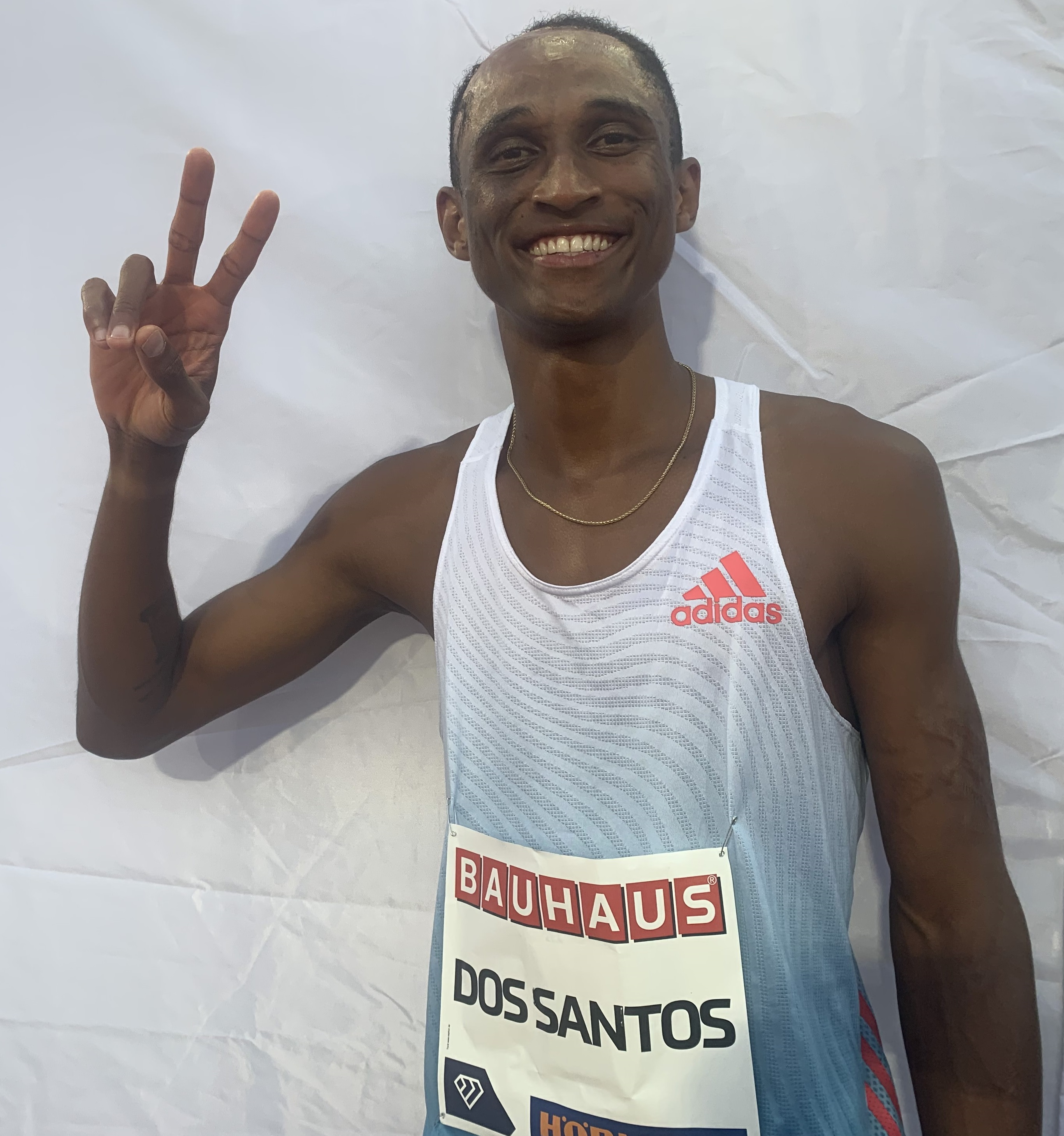
Muži -  Alison dos Santos
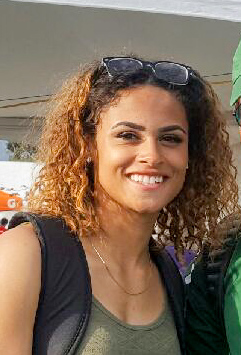
Ženy -  Sydney McLaughlinová

### Muži
| Rok     | Místo     | Zlato             | Výkon vítěze | Stříbro           | Bronz               |
| ------- | --------- | ----------------- | ------------ | ----------------- | ------------------- |
| MS 1983 | Helsinky  | Edwin Moses       | 47,50        | Harald Schmid     | Alexander Karlow    |
| MS 1987 | Řím       | Edwin Moses       | 47,46        | Danny Harris      | Harald Schmid       |
| MS 1991 | Tokio     | Samuel Matete     | 47,64        | Winthrop Graham   | Kriss Akabusi       |
| MS 1993 | Stuttgart | Kevin Young       | 47,18        | Samuel Matete     | Winthrop Graham     |
| MS 1995 | Göteborg  | Derrick Adkins    | 47,98        | Samuel Matete     | Stéphane Diagana    |
| MS 1997 | Athény    | Stéphane Diagana  | 47,70        | Llewelyn Herbert  | Bryan Bronson       |
| MS 1999 | Sevilla   | Fabrizio Mori     | 47,72        | Stéphane Diagana  | Marcel Schelbert    |
| MS 2001 | Edmonton  | Félix Sánchez     | 47,49        | Fabrizio Mori     | Dai Tamesue         |
| MS 2003 | Paříž     | Félix Sánchez     | 47,25        | Joey Woody        | Periklís Iakovákis  |
| MS 2005 | Helsinky  | Bershawn Jackson  | 47,30        | James Carter      | Dai Tamesue         |
| MS 2007 | Ósaka     | Kerron Clement    | 47,61        | Félix Sánchez     | Marek Plawgo        |
| MS 2009 | Berlín    | Kerron Clement    | 47,91        | Javier Culson     | Bershawn Jackson    |
| MS 2011 | Tegu      | David Greene      | 48,26        | Javier Culson     | Louis Jacob van Zyl |
| MS 2013 | Moskva    | Jehue Gordon      | 47,69        | Michael Tinsley   | Emir Bekrić         |
| MS 2015 | Peking    | Nicholas Bett     | 47,79        | Denis Kudryavtsev | Jeffery Gibson      |
| MS 2017 | Londýn    | Karsten Warholm   | 48,35        | Yasmani Copello   | Kerron Clement      |
| MS 2019 | Dauhá     | Karsten Warholm   | 47,42        | Rai Benjamin      | Abderrahman Samba   |
| MS 2022 | Eugene    | Alison dos Santos | 46,29 – RMS  | Rai Benjamin      | Trevor Bassitt      |
| MS 2023 | Budapešť  | Karsten Warholm   | 46,89        | Kyron McMaster    | Rai Benjamin        |

### Ženy
| Rok     | Místo     | Zlato                | Výkon vítěze | Stříbro              | Bronz                   |
| ------- | --------- | -------------------- | ------------ | -------------------- | ----------------------- |
| MS 1983 | Helsinky  | Jekatěrina Fesenková | 54,14        | Anna Ambraziene      | Ellen Fiedlerová        |
| MS 1987 | Řím       | Sabine Buschová      | 53,62        | Debbie Flintoff-King | Cornelia Feuerbachová   |
| MS 1991 | Tokio     | Taťjana Ledovská     | 53,11        | Sally Gunnellová     | Janeene Vickersová      |
| MS 1993 | Stuttgart | Sally Gunnellová     | 52,74        | Sandra Patricková    | Margarita Ponomarjovová |
| MS 1995 | Göteborg  | Kim Battenová        | 52,61        | Tonja Bufordová      | Deon Hemmingsová        |
| MS 1997 | Athény    | Nezha Bidouaneová    | 52,97        | Deon Hemmingsová     | Kim Battenová           |
| MS 1999 | Sevilla   | Daimí Perniá         | 52,89        | Nezha Bidouaneová    | Deon Hemmingsová        |
| MS 2001 | Edmonton  | Nezha Bidouaneová    | 53,34        | Julija Nosovová      | Daimí Perniá            |
| MS 2003 | Paříž     | Jana Rawlinsonová    | 53,22        | Sandra Gloverová     | Julija Pečonkinová      |
| MS 2005 | Helsinky  | Julija Pečonkinová   | 52,90        | Lashinda Demusová    | Sandra Gloverová        |
| MS 2007 | Ósaka     | Jana Rawlinsonová    | 53,31        | Julija Pečonkinová   | Anna Jesieńová          |
| MS 2009 | Berlín    | Melaine Walkerová    | 52,42        | Lashinda Demusová    | Josanne Lucasová        |
| MS 2011 | Tegu      | Lashinda Demusová    | 52,47        | Melaine Walkerová    | Natalja Anťuchová       |
| MS 2013 | Moskva    | Zuzana Hejnová       | 52,83        | Dalilah Muhammadová  | Lashinda Demusová       |
| MS 2015 | Peking    | Zuzana Hejnová       | 53,50        | Shamier Littleová    | Cassandra Tateová       |
| MS 2017 | Londýn    | Kori Carterová       | 53,07        | Dalilah Muhammadová  | Ristananna Traceyová    |
| MS 2019 | Dauhá     | Dalilah Muhammadová  | 52,16        | Sydney McLaughlinová | Rushell Claytonová      |
| MS 2022 | Eugene    | Sydney McLaughlinová | 50,68 – RMS  | Femke Bolová         | Dalilah Muhammadová     |
| MS 2023 | Budapešť  | Femke Bolová         | 51,70        | Shamier Littleová    | Rushell Claytonová      |